# Vier Künste
Die Vier Künste (chinesisch 四藝 / 四艺, Pinyin sìyì, Jyutping sei3ngai6), genauer auch die Vier Künste des Gelehrten (文人四藝) genannt, waren im traditionellen China das Zitherspiel (Qin), die Beherrschung des Weiqis (Qi), welches man im westlichen Kulturkreis eher unter dem japanischen Namen Go kennt, die Kalligrafie (Shu) und die Malerei (Hua), im Chinesischen daher auch unter dem schlichten Begriff Qinqi-Shuhua / Qín Qí Shū Huà (琴棋書畫) bekannt.

## Darstellung aus der Mingzeit

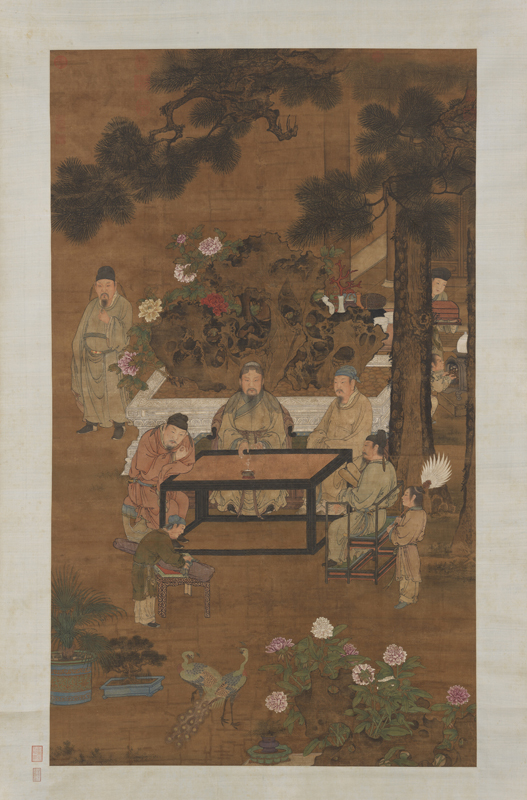
Zither (Qin)
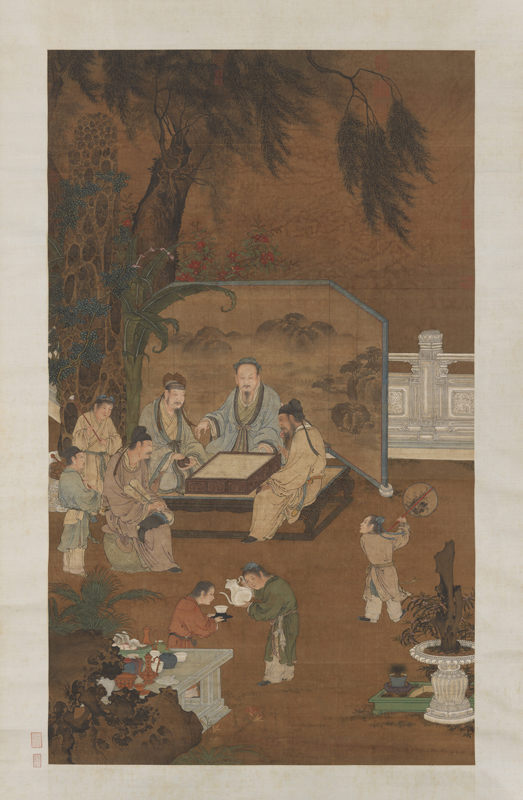
Weiqi (Qi)
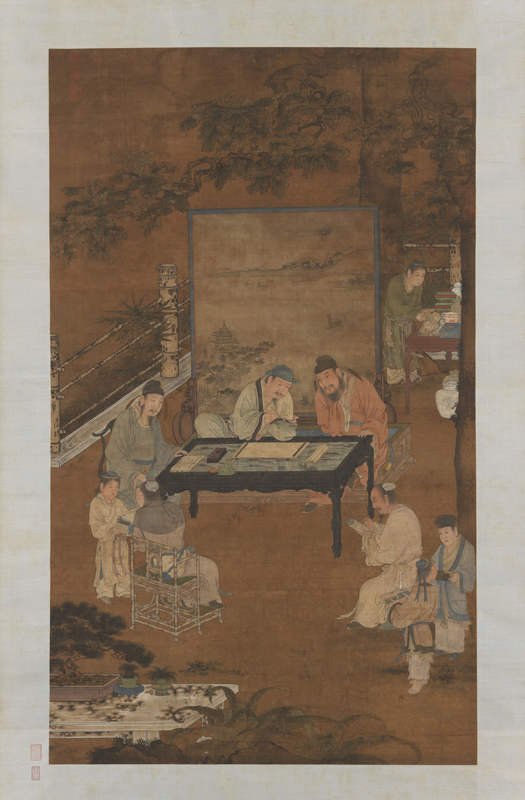
Kalligraphie (Shu)
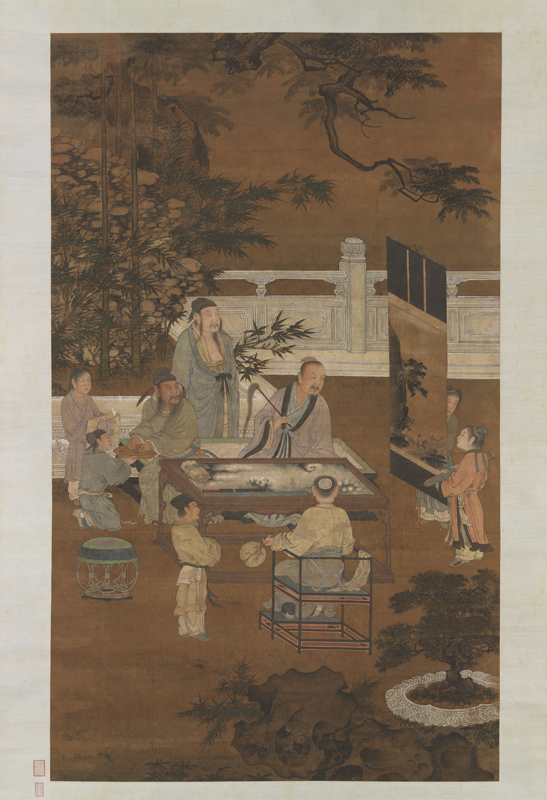
Malerei (Hua)

Die Vier Künste werden oft durch berühmte Personen dargestellt, die sich in der entsprechenden Kunst besonders auszeichneten:
- Chinesische Musik (琴,  qin)[5]:
Yu Boya[6], ein Guqin-Spieler zur Zeit der Frühlings- und Herbstannalen
- Weiqi (棋,  qí)[7]:
Yi Qiu[8], ein Weiqi-Spieler zur Zeit der Streitenden Reiche
- Chinesische Kalligrafie (書,  shū)[9]:
Wang Xizhi[10], ein Kalligraphen zur Zeit der Östliche Jin-Dynastie
- Chinesische Malerei (畫,  huà)[11]:
Wang Wei[12], ein Maler und Dichter der Tangzeit